# Odile Defraye
Odile Defraye (14 de julio de 1888 - 21 de agosto de 1965) fue un ciclista belga activo a principios del siglo XX.
Fue el primer ciclista belga que consiguió ganar el Tour de Francia, en la edición de 1912.

## Palmarés
1910
- Campeonato de Flandes

1911
- Campeonato de Bélgica de ciclismo en ruta

1912
- Tour de Francia, más 3 victorias de etapa
- Vuelta a Bélgica, más 4 etapas

1913
- Milán-San Remo

1921
- 1 etapa de la Vuelta a Bélgica

## Resultados en Grandes Vueltas
Durante su carrera deportiva ha conseguido los siguientes puestos en las Grandes Vueltas:
| Carrera         | 1909 | 1910 | 1911 | 1912 | 1913 | 1914 | 1915 | 1916 | 1917 | 1918 | 1919 | 1920 | 1921 | 1922 | 1923 | 1924 |
| --------------- | ---- | ---- | ---- | ---- | ---- | ---- | ---- | ---- | ---- | ---- | ---- | ---- | ---- | ---- | ---- | ---- |
| Giro de Italia  | -    | -    | -    | -    | -    | -    | X    | X    | X    | X    | -    | -    | -    | -    | -    | -    |
| Tour de Francia | Ab.  | -    | -    | 1.º  | Ab.  | Ab.  | X    | X    | X    | X    | Ab.  | Ab.  | -    | -    | -    | Ab.  |
| Vuelta a España | X    | X    | X    | X    | X    | X    | X    | X    | X    | X    | X    | X    | X    | X    | X    | X    |